# Whopper
Whopper és la marca comercial d'un entrepà d'hamburguesa dels locals de menjar ràpid de l'empresa Burger King creat per James McLamore, el fundador de Burger King l'any 1957.
Inclou diversos entrepans de diverses grandàries i configuracions, que solen incloure una hamburguesa entre dues llesques de pa i tomàquet, fulles d'enciam, ceba o rodanxes de cogombrets adobats. Segons el país on es ven hi afegeixen alguna salsa, com mostassa, quetxup o maionesa, a la llesca superior.